# District de Licheng (Quanzhou)
Pour les articles homonymes, voir Licheng.
Le district de Licheng (鲤城区 ; pinyin : Lǐchéng Qū) est une subdivision administrative de la province du Fujian en Chine. Il est placé sous la juridiction de la ville-préfecture de Quanzhou.